# Császárlúd
A császárlúd (Chen canagica) a madarak osztályának a lúdalakúak (Anseriformes) rendjébe, ezen belül a récefélék (Anatidae) családjába tartozó faj.
Egyes rendszerezések az Anser nemhez sorolják Anser canagica néven.

## Előfordulása
Alaszka nyugati és Szibéria északkeleti részén fészkel, telelni délre vonul, eljut egészen Texasig, illetve Kamcsatkáig. Tengerpartok, sziklás öblök lakója.

## Megjelenése
Hossza 65 centiméter. Feje és tarkója fehér, torka fekete, tollruhája csíkosan mintázott. Lába rövid, úszóhártyás, színe narancssárga.

## Életmódja
Moszatokkal, kagylókkal és rákokkal táplálkoznak.
|  |  |

## Szaporodása
Talajmélyedésbe készíti fészkét, melyet mohával és pehelytollakkal bélel ki. A fészekalja 4-7 tojásból áll.